# 魔族閃焰
魔族閃焰（日语：モズスーパーフレア），是美國出生的日本純種競賽馬匹。生涯活躍於短途賽事，曾勝出2020年高松宮紀念。

## 出賽前
2015年4月1日於美國Alpha Delta牧場出生，於此地一直成長。
2016年9月被賽馬機構Capital System於拍賣會中以12萬5000美金購入並引入日本。
其後交由栗東訓練中心練馬師音無秀孝訓練。

## 競賽生涯

### 2歲
2017年8月19日出戰小倉競馬場的2歲新馬戰，由松若風馬策騎，比賽途中成功一放到底獲得勝利。
9月3日出戰小倉兩歲錦標，雖然獲得第一人氣，但最終以第七落敗。
其後出戰幻想錦標及山菊賞，均未能獲勝。

### 3歲
2018年於首戰紅梅錦標落敗後，出戰萌黃賞隨即再次以領放戰術奪得勝利。
3月17日出戰獵鷹錦標，於直路些微失速下以第五完賽。
其後出戰HTB盃獲得第一，但於函館日刊體育盃以第十一大敗。
9月出戰條件戰九月錦標獲得勝利，其後出戰三場公開賽分別獲得冠、季、亞軍。

### 4歲
2019年首戰爲鐵鋁榴石錦標，比賽途中成功一放到底，取得是次比賽的勝利。
其後出戰三級賽海洋錦標，由於此前的騎師武豐同日需要於阪神競馬場策騎玉容光耀出戰鬱金香賞，因而改由李慕華代打策騎。比賽開始後，其率先搶佔位置領放，並以32.3秒的超快步速通過頭600米。進入直路後，其勢頭未減繼續衝刺，最終1 1/4馬位優勢率先衝線，贏得首個分級賽冠軍。
3月24日出戰高松宮紀念，雖然爲其首次出戰一級賽，但仍然獲得第二人氣。比賽開始後，其如同以往一樣選擇領放，但於直路上有明顯失速徵兆，因而不斷後退下以第十五大敗。
完成高松宮紀念後進入約5個月的放草，務求調整狀態於秋季的賽事發揮。
8月18日復出出戰北九州錦標，比賽開始後處於第三的位置推進，最終以第四完賽。
其後出戰短途馬錦標，獲得第二人氣。比賽開始後，其如同海洋錦標一樣進行快放，以32.8秒的快步速完成頭半路程。進入直路後，其嘗試保持速度堅守領先的位置，但最終被外檔後上的倫敦塔超越，以1/2馬位差距獲得亞軍。
11月24日出戰京阪盃，改爲松山弘平策騎。是次比賽其仍然選擇快放，但於第四彎道開始力弱，最終於直路上完全失速，被其他馬匹超越下以第八完賽。

### 5歲
2020首戰爲絲路錦標，雖然本次比賽初段以穩定的節奏領放，但於直路上被有志竟成、芳華十八及日照飛駿三匹後上馬相繼超越，獲得第四。
3月29日出戰高松宮紀念，由於此前的慘烈戰績，因而只獲得第九人氣。比賽開始後隨即進行領放，以領先的姿態進入直路。進入直路後，其速度開始減慢，但仍然未失速，最終其被超神建築超越，但成功抵擋後方追擊的放聲歡呼以第二名衝線。其後賽後審議認爲超神建築之斜行存在犯規，因而判處其降至第四，魔族閃焰成功遞補冠軍，奪得首個一級賽勝利，亦爲騎師松若帶來一級賽首勝利。
其後陣營以短途馬錦標爲秋季最大目標，安排其放草後出戰前哨戰北九州紀念。比賽途中其一直處於領先位置，但於最後關頭被赤映天超越，以1 3/4馬位差距落敗。
10月4日按計劃出戰短途馬錦標，僅次於放聲歡呼獲得第二人氣。比賽開始後再次快放，但由於步速過快而於直路失速，最終以第十完賽。
其後出戰日本育馬場盃短途賽，爲其首次出戰泥地賽事，並於比賽途中展現不錯的泥地適性，最終獲得第四。

### 6歲
2021年首戰爲絲路錦標，但最終於直路上體力不支而失速，以第十七大敗。
3月28日出戰高松宮紀念尋求連霸，但於直路上被其他馬匹超越最終以第五完賽。
其後再次選擇往年的戰線出戰北九州錦標，比賽途中一直以領放的姿態帶領馬群，但於直路被好加好及初勁超越，獲得季軍。
10月第三度挑戰短途馬錦標，再次以領放的姿態推進，但由於其處於外檔位置因而於搶佔領放位置途中浪費過多體力，最終於直路上力弱而僅獲第五。
其後再次出戰日本育馬場盃短途賽，雖然於比賽途中輕鬆領放拋離對手，但於直路上再次些微失速，被熱望及Sunrise Nova超越獲得第三。
12月12日出戰退役戰亮星錦標，再次選擇領放戰術，但於直路上未能保持優勢，最終獲得第四。
其後按照計劃退役，並於12月15日取消於日本中央競馬會的賽駒註冊。

### 詳細賽績
| 日期       | 舉辦國家 | 馬場 | 距離   | 級別 | 賽事名稱           | 負重 | 騎師     | 馬號 | 出馬 | 名次 | 時間   | 頭馬（二馬）     |
| ---------- | -------- | ---- | ------ | ---- | ------------------ | ---- | -------- | ---- | ---- | ---- | ------ | ---------------- |
| 19/8/2017  | 日本     | 小倉 | 草1200 |      | 2歲新馬            | 54   | 松若風馬 | 11   | 13   | 1    | 1:08.5 | （碧翠殿下）     |
| 3/9/2017   | 日本     | 小倉 | 草1200 | GIII | 小倉兩歲錦標       | 54   | 松若風馬 | 11   | 18   | 7    | 1:09.4 | Asakusa Genki    |
| 3/11/2017  | 日本     | 京都 | 草1400 | GIII | 幻想錦標           | 54   | 松若風馬 | 3    | 13   | 5    | 1:23.2 | Beluga           |
| 16/12/2017 | 日本     | 中京 | 草1400 |      | 山菊賞             | 54   | 松若風馬 | 10   | 16   | 8    | 1.23.4 | Encore Plus      |
| 14/1/2018  | 日本     | 京都 | 草1400 | OP   | 紅梅錦標           | 54   | 和田龍二 | 5    | 9    | 6    | 1.23.5 | Molto Allegro    |
| 4/3/2018   | 日本     | 小倉 | 草1200 |      | 萌黄賞             | 54   | 中谷雄太 | 8    | 18   | 1    | 1:08.3 | （小俏皮）       |
| 17/3/2018  | 日本     | 中京 | 草1400 | GIII | 獵鷹錦標           | 54   | 中谷雄太 | 2    | 16   | 5    | 1:22.4 | 曲調夫子         |
| 18/6/2018  | 日本     | 函館 | 草1200 |      | HTB盃              | 52   | 北村友一 | 16   | 16   | 1    | 1:07.9 | （Divine Code）  |
| 21/7/2018  | 日本     | 函館 | 草1200 |      | 函館日刊體育盃     | 52   | 丸山元氣 | 14   | 16   | 11   | 1:09.4 | 野田重擊         |
| 22/9/2018  | 日本     | 中山 | 草1200 |      | 九月錦標           | 52   | 武豐     | 12   | 16   | 1    | 1:07.0 | （Admire Night） |
| 7/10/2018  | 日本     | 京都 | 草1200 | OP   | 蛋白石錦標         | 51   | 北村友一 | 8    | 18   | 3    | 1:08.5 | Aonbharr         |
| 2/12/2018  | 日本     | 中山 | 草1200 | OP   | 青金石錦標         | 53   | 北村友一 | 11   | 11   | 2    | 1:08.1 | 大名富士         |
| 5/1/2019   | 日本     | 中山 | 草1200 | OP   | 鐵鋁榴石錦標       | 53   | 武豐     | 12   | 16   | 1    | 1:07.0 | （純美化身）     |
| 2/3/2019   | 日本     | 中山 | 草1200 | GIII | 海洋錦標           | 54   | 李慕華   | 14   | 16   | 1    | 1:07.1 | （純美化身）     |
| 24/3/2019  | 日本     | 中京 | 草1200 | GI   | 高松宮記念         | 55   | 武豐     | 15   | 18   | 15   | 1:09.0 | 曲調夫子         |
| 18/8/2019  | 日本     | 小倉 | 草1200 | GIII | 北九州紀念         | 55   | 松若風馬 | 13   | 18   | 4    | 1:08.5 | 大名妃子         |
| 29/9/2019  | 日本     | 中山 | 草1200 | GI   | 短途馬錦標         | 55   | 松若風馬 | 7    | 16   | 2    | 1:07.2 | 倫敦塔           |
| 24/11/2019 | 日本     | 京都 | 草1200 | GIII | 京阪盃             | 56   | 松山弘平 | 14   | 18   | 8    | 1:09.6 | 好合時           |
| 2/2/2020   | 日本     | 京都 | 草1200 | GIII | 絲路錦標           | 56   | 松若風馬 | 3    | 18   | 4    | 1.09.2 | 有志竟成         |
| 29/3/2020  | 日本     | 中京 | 草1200 | GI   | 高松宮記念         | 55   | 松若風馬 | 16   | 18   | 1    | 1:08.7 | （放聲歡呼）     |
| 23/8/2020  | 日本     | 小倉 | 草1200 | GIII | 北九州記念         | 56.5 | 松若風馬 | 10   | 18   | 2    | 1:08.1 | 赤映天           |
| 4/10/2020  | 日本     | 中山 | 草1200 | GI   | 短途馬錦標         | 55   | 松若風馬 | 2    | 16   | 10   | 1:09.3 | 放聲歡呼         |
| 3/11/2020  | 日本     | 大井 | 泥1200 | JpnI | 日本育馬場盃短途賽 | 55   | 松若風馬 | 2    | 16   | 4    | 1:11.2 | Sabuno Junior    |
| 31/1/2021  | 日本     | 中京 | 草1200 | GIII | 絲路錦標           | 56.5 | 北村友一 | 15   | 18   | 17   | 1:09.7 | 喜雅王           |
| 28/3/2021  | 日本     | 中京 | 草1200 | GI   | 高松宮記念         | 55   | 松若風馬 | 4    | 18   | 5    | 1:09.5 | 野田重擊         |
| 22/8/2021  | 日本     | 小倉 | 草1200 | GIII | 北九州記念         | 56.5 | 松若風馬 | 12   | 18   | 3    | 1:08.4 | 好加好           |
| 3/10/2021  | 日本     | 中山 | 草1200 | GI   | 短途馬錦標         | 55   | 松若風馬 | 16   | 16   | 5    | 1:07.8 | 妙發靈機         |
| 3/11/2021  | 日本     | 金澤 | 泥1400 | JpnI | 日本育馬場盃短途賽 | 55   | 松若風馬 | 7    | 12   | 3    | 1:25.3 | 熱望             |
| 12/12/2021 | 日本     | 中山 | 泥1200 | GIII | 亮星錦標           | 56   | 松若風馬 | 16   | 16   | 4    | 1:10.0 | 舞林驕子         |

## 退役後
退役後，魔族閃焰成爲了繁殖雌馬，於北海道浦河町谷川牧場休養，在2022年進行配種。首匹子嗣Mozu M V P於2023年出生，可於2025年出賽。

### 詳細繁殖資料
| 數目   | 馬名         | 出生年 | 性別 | 父系     | 練馬師         | 馬主                  | 戰績       |
| ------ | ------------ | ------ | ---- | -------- | -------------- | --------------------- | ---------- |
| 第一匹 | Mozu M V P   | 2023   | 雄   | 大賽波士 | 栗東・矢作芳人 | Capital System Co Ltd | （出賽前） |
| 第二匹 | 魔族閃焰2024 | 2024   | 雄   | 魔族雅谷 |                |                       | （出賽前） |

## 血統簡介
父系Speightstown爲美國賽駒，生涯戰績優良，曾勝出一級賽邱吉爾園錦標、湯瑪士愛迪遜錦標及育馬者盃短途大賽。祖父Gone West亦爲美國賽駒，雖然勝出賽事不多，但有極優秀的配種成績，現已成爲一支獨立的種馬系統。
母系Christies Treasure爲加拿大生產的美國賽駒，生涯戰績不佳僅得兩勝。外祖父Belong to Me爲美國賽駒，生涯戰績不俗，曾勝出當地三級賽。

### 血統表
| 父線：Gone West系（淘金者系）                                                |                                  |              |                  |
| 種馬 Speightstwon 1998年（栗色）                                             | Gone West 1984年（棗色）         | 淘金者       | Raise a Native   |
| 種馬 Speightstwon 1998年（栗色）                                             | Gone West 1984年（棗色）         | 淘金者       | Gold Digger      |
| 種馬 Speightstwon 1998年（栗色）                                             | Gone West 1984年（棗色）         | Secrettame   | 秘書處           |
| 種馬 Speightstwon 1998年（栗色）                                             | Gone West 1984年（棗色）         | Secrettame   | Tamerett         |
| 種馬 Speightstwon 1998年（栗色）                                             | Silken Cate 1993年（栗色）       | 雷貓         | 雷鳥             |
| 種馬 Speightstwon 1998年（栗色）                                             | Silken Cate 1993年（栗色）       | 雷貓         | Terlingua        |
| 種馬 Speightstwon 1998年（栗色）                                             | Silken Cate 1993年（栗色）       | Silken Doll  | Chieftain        |
| 種馬 Speightstwon 1998年（栗色）                                             | Silken Cate 1993年（栗色）       | Silken Doll  | Insilca          |
| 繁殖雌馬 Christies Treasure 2004年（栗色）                                   | Belong to Me 1989年（深棗色）    | 單色         | 北地舞人         |
| 繁殖雌馬 Christies Treasure 2004年（栗色）                                   | Belong to Me 1989年（深棗色）    | 單色         | Pas de Nom       |
| 繁殖雌馬 Christies Treasure 2004年（栗色）                                   | Belong to Me 1989年（深棗色）    | Belonging    | Exclusive Native |
| 繁殖雌馬 Christies Treasure 2004年（栗色）                                   | Belong to Me 1989年（深棗色）    | Belonging    | Straight Deal    |
| 繁殖雌馬 Christies Treasure 2004年（栗色）                                   | Roses at Sunset 1996年（深棗色） | Valid Appeal | In Reality       |
| 繁殖雌馬 Christies Treasure 2004年（栗色）                                   | Roses at Sunset 1996年（深棗色） | Valid Appeal | Desert Trial     |
| 繁殖雌馬 Christies Treasure 2004年（栗色）                                   | Roses at Sunset 1996年（深棗色） | Bid Gal      | Bold Bidder      |
| 繁殖雌馬 Christies Treasure 2004年（栗色）                                   | Roses at Sunset 1996年（深棗色） | Bid Gal      | Nowmepache       |
| 雌系：號族：14-b                                                             |                                  |              |                  |
| 五代內近親交配：Rasie a Native 4×5、北地舞人 5×4、秘書處 4×5、勇者帝王 5×5×5 |                                  |              |                  |

## 命名由來
名字中，Mozu（モズ）是馬主Capital System之冠名，是日語中對百舌鳥的稱呼，來自Capital System代表北側雅司的出生地大阪府堺市中的百舌鳥古墳群，香港則以音譯「魔族」作为其翻譯；Superflare（スーパーフレア）是天文學用語超級閃焰，即於恆星表面發生的大爆炸。

## 外部連結
- 魔族閃焰 netkeiba.com （页面存档备份，存于）
- 血統表 （页面存档备份，存于）